# Burgos-Burpellet-BH
Das Team Burgos-Burpellet-BH ist ein spanisches Radsportteam mit Sitz in Burgos.

## Organisation und Geschichte
Die Mannschaft erhielt zur Saison 2008 unter dem Namen Burgos Monumental eine UCI-Lizenz als Continental Team und nimmt hauptsächlich an Rennen der UCI Europe Tour teil. 2018 erhielt das Team eine Lizenz als Professional Continental Team. Manager und Sportlichen Leiter ist Julio Andrés Izquierdo.
Im November 2018 wurde Ibai Salas des Dopings überführt und für vier Jahre gesperrt. Dies war nach David Belda, der im Dezember 2017 positiv auf EPO getestet worden war und Igor Meriño, der im Sommer des Jahres des Dopings überführt worden war, bereits die dritte Sperre im Team innerhalb eines Jahres. Hierauf wurde das gesamte Team durch die Union Cycliste Internationale für die Zeit vom 16. Januar 2019 bis 5. Februar 2019 vom Rennbetrieb ausgeschlossen.
Den bisher größten Erfolg erzielte das Team in der Saison 2019 mit einem Etappengewinn bei der Vuelta a España durch Ángel Madrazo.
Seit 2012 ist der spanische Fahrradhersteller BH Titelsponsor und Ausrüster des Teams. Zur Saison 2025 konnte Burpellet, einem Hersteller von Holzpellets, ein zweiter Titelsponsor gewonnen werden.

## Platzierungen in UCI-Ranglisten
UCI Africa Tour (bis 2018)
| Saison    | Mannschaftswertung | Einzelwertung                     |
| --------- | ------------------ | --------------------------------- |
| 2009-2010 | -                  | -                                 |
| 2011      | 18.                | Jacques Janse van Rensburg (125.) |
| 2012-2018 | -                  | -                                 |

UCI America Tour (bis 2018)
| Saison    | Mannschaftswertung | Einzelwertung          |
| --------- | ------------------ | ---------------------- |
| 2007      | 26.                | Víctor Gómez (150.)    |
| 2008      | 36.                | Joaquín Sobrino (183.) |
| 2009      | 12.                | Byron Guamá (13.)      |
| 2010      | 7.                 | Grégory Brenes (26.)   |
| 2011-2013 | -                  | -                      |
| 2014      | 36.                | David Belda (273.)     |
| 2015-2016 | -                  | -                      |
| 2017      | 37.                | Óscar Quiroz (99.)     |
| 2018      | -                  | -                      |

UCI Asia Tour (bis 2018)
| Saison    | Mannschaftswertung | Einzelwertung        |
| --------- | ------------------ | -------------------- |
| 2009-2012 | -                  | -                    |
| 2013      | 31.                | Luis Mas (83.)       |
| 2014      | 26.                | Juan José Oroz (37.) |
| 2015-2018 | -                  | -                    |

UCI Europe Tour (bis 2018)
| Saison | Mannschaftswertung | Einzelwertung          |
| ------ | ------------------ | ---------------------- |
| 2006   | 41.                | Carlos Torrent (65.)   |
| 2007   | 46.                | Jaume Rovira (249.)    |
| 2008   | 44.                | Sergio Pardilla (40.)  |
| 2009   | 78.                | Joaquín Sobrino (229.) |
| 2010   | 57.                | Andrés Avelino (246.)  |
| 2011   | 88.                | David Belda (556.)     |
| 2012   | 99.                | Moisés Dueñas (402.)   |
| 2013   | 101.               | Moisés Dueñas (529.)   |
| 2014   | 42.                | David Belda (32.)      |
| 2015   | 81.                | David Belda (144.)     |
| 2016   | 87.                | Pablo Torres (509.)    |
| 2017   | 62.                | David Belda (449.)     |
| 2018   | 67.                | Diego Rubio (449.)     |

UCI World Ranking
| World Ranking | World Ranking | World Ranking         | World Ranking |
| Jahr          | Teamwertung   | Einzelwertung         |               |
| ------------- | ------------- | --------------------- | ------------- |
| 2016          | —             | Pablo Torres (797. )  |               |
| 2017          | —             | David Belda (727. )   |               |
| 2018          | —             | Diego Rubio (691. )   |               |
| 2019          | 74.           | Ángel Madrazo (498. ) |               |
| 2020          | 56.           | Diego Rubio (388. )   |               |
| 2021          | 44.           | Diego Rubio (527. )   |               |
| 2022          | 61.           | Mihkel Räim (471. )   |               |
| 2023          | 32.           | Eric Fagúndez (170. ) |               |
| 2024          | 28.           | Aaron Gate (117. )    |               |
|               |               |                       |               |
| Quelle: UCI   |               |                       |               |

## Mannschaft 2025
| Teamkader 2025                | Teamkader 2025     | Teamkader 2025 | Teamkader 2025                                 |
| Name                          | Geburtsdatum       | Land           | Vorheriges Team                                |
| ----------------------------- | ------------------ | -------------- | ---------------------------------------------- |
| Clément Alleno                | 8. Oktober 2000    | Frankreich     | Dinan Sport Cycling (2022)                     |
| Rodrigo Álvarez               | 24. August 1999    | Spanien        |                                                |
| Antonio Angulo                | 18. August 1992    | Spanien        | Euskaltel-Euskadi (2022)                       |
| Mario Aparicio                | 23. April 2000     | Spanien        | Gomur-Cantabria Infinita (2020)                |
| Georgios Bouglas              | 17. November 1990  | Griechenland   | Matrix Powertag (2023)                         |
| Josh Burnett                  | 26. Oktober 2000   | Neuseeland     | MitoQ-NZ Cycling Project (2024)                |
| Daniel Cavia                  | 2. Juni 2002       | Spanien        | Club Ciclista Padronés (2024)                  |
| Sergio Geovani Chumil         | 8. Oktober 2000    | Guatemala      |                                                |
| Hugo de la Calle              | 12. Juli 2004      | Spanien        |                                                |
| David Delgado                 | 13. Juli 2000      | Spanien        | Club Ciclista Padronés (2023)                  |
| José Manuel Díaz              | 18. Januar 1995    | Spanien        | Gazprom-RusVelo (2022)                         |
| Eric Fagúndez                 | 19. August 1998    | Uruguay        | Club Ciclista Centro Uruguay de Vergara (2019) |
| José Luis Faura               | 15. September 2000 | Spanien        | Club Ciclista Padronés (2024)                  |
| Sinuhé Fernández              | 15. Juni 2000      | Spanien        | Club Ciclista Padronés (2023)                  |
| Ángel Fuentes                 | 5. November 1996   | Spanien        |                                                |
| Carlos García Pierna          | 23. Juli 1999      | Spanien        | Equipo Kern Pharma (2024)                      |
| George Jackson                | 20. Februar 2000   | Neuseeland     | Bolton Equities Black Spoke Pro Cycling (2023) |
| Vojtěch Kmínek                | 11. September 2000 | Tschechien     | Club Ciclista Padronés (2024)                  |
| Tomoya Koyama                 | 18. Juli 1998      | Japan          | Vini Monzon-Savini Due-OMZ (2024)              |
| Merhawi Kudus                 | 23. Januar 1994    | Eritrea        | Terengganu Cycling Team (2024)                 |
| David Martin                  | 19. Februar 1999   | Spanien        | Team Polti Kometa (2024)                       |
| Ander Okamika                 | 2. April 1993      | Spanien        |                                                |
| Sainbajaryn Dschambaldschamts | 4. September 1996  | Mongolei       | Terengganu Polygon Cycling Team (2023)         |
|                               |                    |                |                                                |
| Quelle: ProCyclingStats       |                    |                |                                                |